# 糜文開
糜文開（1908年—1983年），生於中國江蘇無錫，中華民國外交官，曾任駐印度、菲律賓、泰國大使館祕書，外交部專員。長駐印度十年，曾翻譯多本印度文學作品，是台灣重要的印度文化研究者。譯有印度兩大史詩、印度三大聖典、莎昆妲蘿、泰戈爾詩集、印度小說等名著，著有印度文學欣賞、印度文化十八篇、文開隨筆等書。

## 生平
糜文開出身詩書世家，自幼在家中讀經。1923年，進入江蘇省立第三師範學校，國文老師與班主任為錢穆。1937年，任福建福州《小民報》副刊編輯。1938年，任蘇州《戰鼓》報副刊編輯。
在對日抗戰期間，任職於中華民國駐緬甸大使館，後轉任駐印度大使館。他在印度工作了十年，其間翻譯了多本印度文學著作，以翻譯泰戈爾詩集而成名。國共內戰期間，曾任印度國際大學哲學研究院研究員、香港新亞書院教授。1949年至台灣，重新任職中華民國外交部。1956年後，開始在台灣大學及台灣師範大學教授印度文學。
1959年，任中華民國駐菲律賓大使館秘書。1965年，回到台灣外交部。
1970年，出任中華民國駐泰國大使館一等秘書。同年底，因被懷疑涉入崔小萍共諜案，被押解回台灣。
在被釋放後，任東吳大學與中國文化大學印度文化研究所教授。1974年退休。

## 家庭
第二任妻子裴溥言(1921年2月29日－2017年4月8日)，為國大代表裴鳴宇之女，台灣大學中文系教授。兩人在台灣認識，結婚。
長女糜榴麗，曾隨糜文開駐印度。後擔任香港協恩中學副校長十八年之久（1973-1991）。